# Neodiplocampta roederi
Neodiplocampta roederi är en tvåvingeart som först beskrevs av Charles Howard Curran 1931.  Neodiplocampta roederi ingår i släktet Neodiplocampta och familjen svävflugor. Inga underarter finns listade i Catalogue of Life.